# Bataille du Mont-Guéhenno
Chouannerie
Batailles
La  bataille du Mont-Guéhenno se déroule le 4 novembre 1799, pendant la Chouannerie. Elle s'achève par la victoire des chouans, qui détruisent un petit détachement républicain à Guéhenno.  

## Prélude
Au début du mois de novembre 1799 Georges Cadoudal décide de rejoindre les forces de Pierre Guillemot à Pleugriffet. En chemin les Chouans s'arrêtent au Mont-Guéhenno au sud du bourg de Guéhenno afin de camper pour la nuit. 
.

## Déroulement

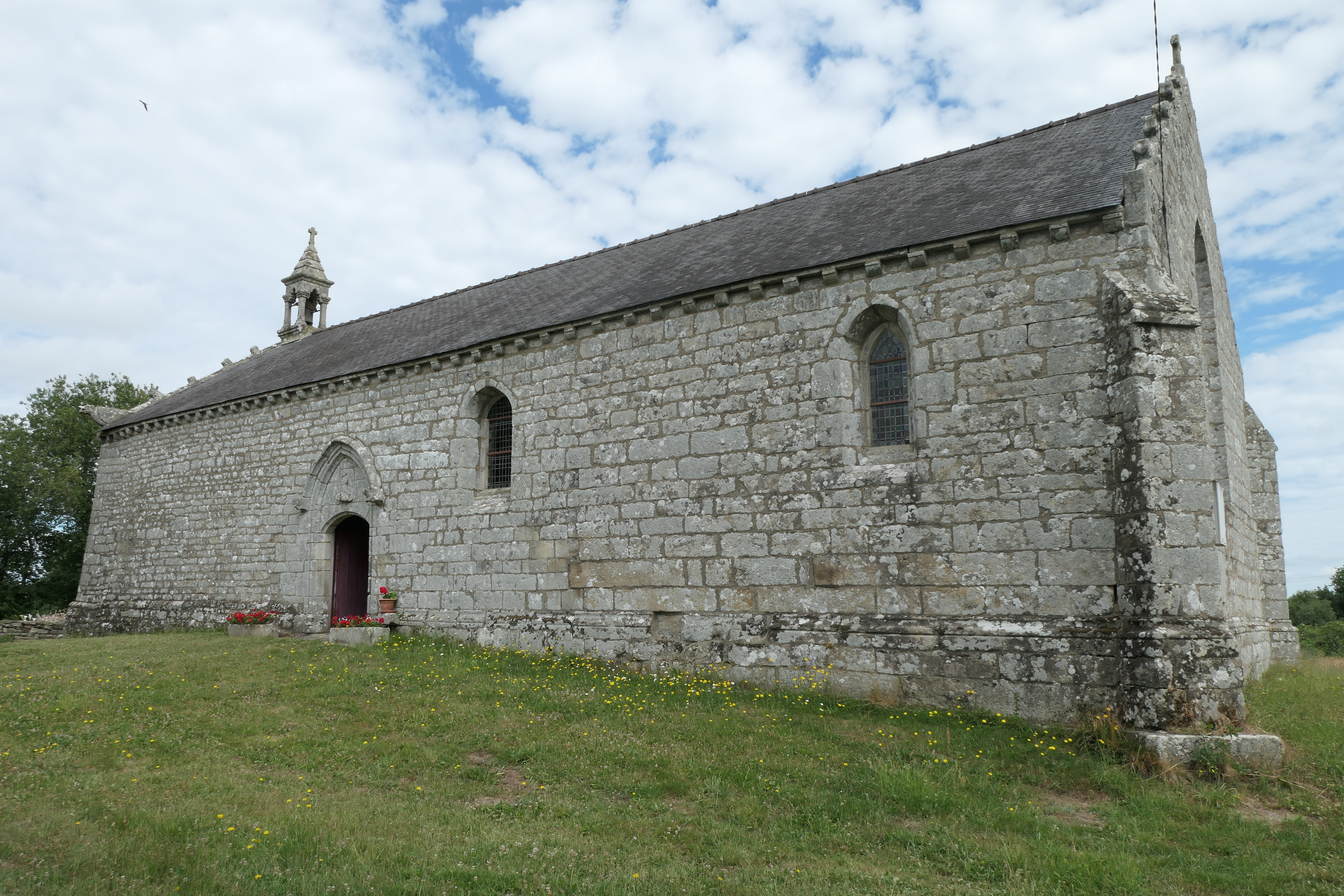
Vue en 2022 de la chapelle Saint-Michel, dite chapelle Saint-Michel de Mont Guéhenno.

Mais le 3 novembre un détachement républicain de l'avant-garde de l'armée du général Schildt entre dans le bourg. Ce détachement était issu de la garnison de Brest, fort de 98 hommes, dont 4 officiers, et était parti du Faouët le 2 novembre et avait poursuivi plus en avant sans en prévenir le général Schildt. Arrivés à Guéhenno, les Républicains passent la nuit sans se douter de la présence toute proche d'ennemis. Le lendemain, le détachement quitte le bourg et prend la direction de Vannes ignorant que les Chouans sont dans les environs. Mais ces derniers les repèrent et leur tendent une embuscade au Mont-Guéhenno. 
Attaqués de tous côtés et très inférieurs en nombre, les Républicains n'ont aucun moyen de résister, sans compter que 3 000 hommes commandés par Pierre Guillemot arrivent sur les lieux en pleine bataille, doublant les forces des Chouans. 7 Républicains sont tués dans la lande du mont, 7 près du village de Toulouau, 2 ou 3 dans le bois de Portcamus et plusieurs autres près de Trévra, 60 au total périssent dans la fusillade. Les 38 républicains restants tentent une charge désespérée à la baïonnette afin de percer les lignes chouannes. 23 parviennent à s'enfuir et à se réfugier à Vannes mais les 15 autres, parmi lesquels un capitaine et un lieutenant, sont cernés dans un bois et sont contraints de mettre bas les armes. Les Chouans, de leur côté, ont perdu 8 hommes.
Cependant dès le lendemain, le général Jean Jacques Schilt arrive en vue de Guéhenno, avec le gros de ses troupes, depuis la route de Josselin. Les Chouans se portent alors à la rencontre des Républicains mais ne recevant pas en renfort les troupes de Pierre Robinault de Saint-Régeant, ils n'osent pas attaquer. Schilt regagne alors Josselin et les deux camps se séparent sans combattre.

## Pertes

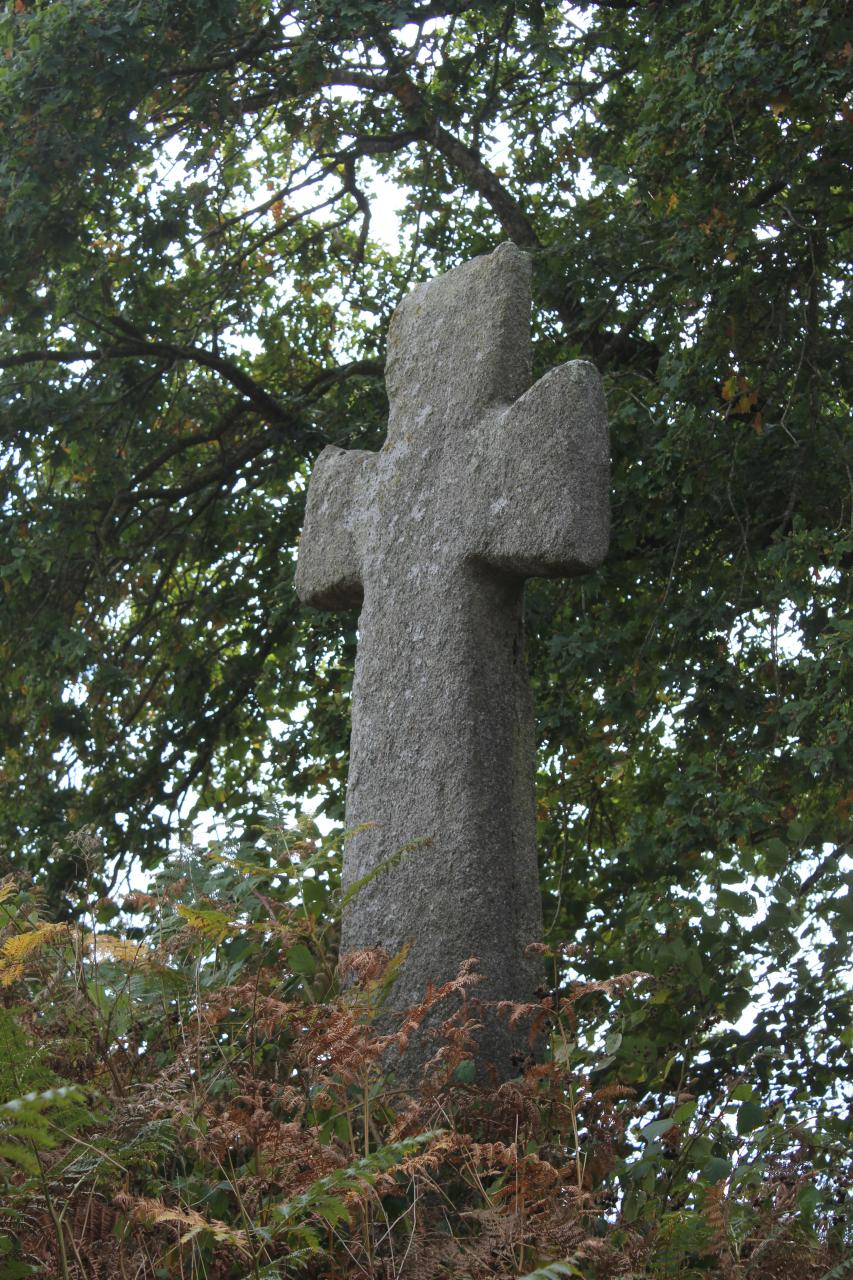
Vue en 2013 de la croix du Mont, à Guéhenno.

Le sort des prisonniers républicains n'est pas connu avec certitude. Selon Julien Guillemot, fils du colonel chouan Pierre Guillemot et les témoignages de paysans, les prisonniers sont fusillés, sur ordre de Cadoudal, dans une prairie marécageuse près du moulin de Tugdual, lui-même proche des villages de Carado et Brémelin entre Guéhenno et Saint-Jean-Brévelay au lieu nommé le « Cimetière des Bleus » où des petites croix furent taillées avec des branches d'arbres, elles restèrent visibles de nombreuses années.

« Les Bleus voulurent se faire un passage, et soutinrent la charge assez longtemps; mais, enfin, ils furent battus, et les braves gars d'Auray les poursuivirent au-delà du mont et firent plusieurs prisonniers, qui furent tous fusillés, sans excepter l'officier qui les commandait. Celui-ci dit à Cadoudal:
 « Ce que je regrette le plus, c'est de nous voir vaincus deux jours de suite par des paysans. »
Cette exécution eut lieu au-dessous du village de Carado, où l'on voit encore des croix en bois, que l'on s'empressa de placer quand on découvrit que l'un des soldats fusillés portait sur lui un crucifix et un petit livre de prière. »

— Julien Guillemot, Lettre à mes neveux.

Vers le milieu du XIXe siècle, le recteur de Guéhenno écrivit: 

« La troupe républicaine se retira sur Vannes par Portcamus. Toutes les issues étaient gardées et ils ne passèrent pas sans peine. 7 soldats tombèrent sur la lande du Mont et y furent enterrés, 7 près de Toulouau, 2 ou 3 au bas des bois de Portcamus et plusieurs du côté de Tréva. Il paraît qu'on fit plusieurs prisonniers qui furent fusillés au-dessous de Brémelin (village voisin de Carado) dans un pré où l'on voit encore plusieurs petites croix.
Voici, d'après des gens bien informés, l'origine de ces croix. Parmi ceux que l'on fusillait il s'en trouvait un qui demandait grâce en disant « Ne me tuez pas, je suis des vôtres. » Mais comme on avait aucune preuve de sa sincérité, on n'écouta pas sa prière. Après sa mort, on trouva sur lui un livre de messe, et je crois un chapelet. On regretta alors de l'avoir fusillé et l'on mit une croix sur sa tombe. Plus tard on en plaça de même sur toutes les autres. »

Un paysan, Besnard raconta également au XIXe siècle, d'après le témoignage de son grand-père, commissaire chouan de la division de Guillemot qui assista aux exécutions, que 32 soldats avaient été exécutés, mais selon lui la fusillade eut lieu sur un chemin et non sur un pré, les prisonniers furent fusillés deux à deux puis enterrés dans la praire. François Cadic écrit d'après ce témoignage: 

« Les Chouans, paraît-il, demandèrent à leur victimes de se confesser avant de mourir. « À qui ? » demanda un soldat. « À un prêtre donc ! » lui fut-il répondu. Il proféra un blasphème et un Chouan lui traversa le ventre d'un coup de sabre.
Quant à l'anecdote du Bleu qui réclamait la vie, en protestant de ses croyances chrétiennes, on dit que c'était un jeune sergent et que s'étant mis à genoux il lisait un livre de prières. Or, ajoutent les crédules paysans, on avait beau tirer sur lui, les balles ne l'atteignaient pas. Un moment cependant il tourna la tête et l'une d'elles le frappa. Il fut inhumé à l'écart de ses compagnons.
Un autre soldat criait et suppliait de l'épargner, en déclarant qu'il avait marché de force et qu'il donnerait pour son rachat tout l'or qu'on exigerait. Il fut tué quand même.
Le peuple breton qui a le respect des tombes et pour lequel la mort efface les divergences d'opinion a planté de nombreuses croix sur les restes de ces soldats qui combattirent ses pères. Chose curieuse, il en a même fait des martyrs auxquels on va demander du secours  contre certaines maladies, la fièvre, la diarrhée, la difficulté de marcher. Certains dimanches surtout, il y a là beaucoup de monde. Il va de soi que l'imagination des bonnes gens a peuplé le sinistre pré de revenants, de cierges allumés le soir, de chiens, de lièvres fantastiques. »

Mais paradoxalement les rapports républicains rapportent que les hommes pris par les Chouans furent relâchés, et Le Bare administrateur à Pontivy déclare même qu'ils furent traités avec humanité. Selon le récit de Le Bare, les prisonniers républicains sont conduis à Guéhenno mais leur arrivée dans la place où ils avaient dormi la veille et s'étaient, semble-t-il, mal conduits, provoque une émeute de la population qui frappe les prisonniers et tente de les lyncher. Mais les Chouans les dégagent et les conduisent à Locmaria-Grand-Champ. Cadoudal se présente alors à eux et leur propose de rejoindre les Chouans mais ceux-ci refusent, Cadoudal exige alors d'eux le serment de ne plus combattre contre les Chouans pendant un an sous peine d'être pendus s'ils sont repris avant ce délai. Le signalement des soldats est noté et ils sont ensuite remis en liberté. Seuls les deux officiers sont exceptés, Cadoudal ayant l'intention de vérifier s'ils n'avaient pas ordonné de pillage au cours de leur marche. Le Bare ajoute qu'on n'avait pas de nouvelle d'eux et que l'on craignait pour leurs vies.
Le 9 novembre, l'administrateur de Pontivy écrit:

« J'ai entendu moi-même, ce matin, des propos qui prouvent combien la présence des grenadiers qui ont été pris par les Chouans est dangereuse dans notre commune. J'étais à la fenêtre de l'administration, un groupe de soldats était à pied, plusieurs disaient à très haute voix : les soldats qui ont été pris par les Chouans vont à Rennes et là on leur donnera leur congé ! J'en ai entendu de mes propres oreilles dire : Je voudrais bien être pris. »

Un autre rapport républicain indique que neuf hommes de la 77e demi-brigade pris par les Chouans témoignèrent à l'état-major de Rennes:

« Le général Georges leur offrit de prendre du service sous ses ordres. Tous répondirent d'une manière évasive. Les officiers furent dépouillés de la tête aux pieds et traités très durement... Le lendemain, les conscrits de la Belgique reçurent l'ordre de se rassembler. On leur offrit de nouveau du service; ils n'eurent pas l'air de s'en soucier mais d'après la proposition qu'on leur fit de retourner dans leurs foyers, ils ont accepté avec empressement le congé absolu que leur a délivré le général Georges sous la condition expresse de ne plus servir la République. »

« Qui a raison, Le Bare ou le recteur de Guéhenno? peut-être Cadoudal avait-il d'autres prisonniers que les 25 dont l'administrateur de Pontivy raconte la mise en liberté. Peut-être en apprenant les mauvais procédés dont les prisonniers furent les victimes au bourg de Guéhenno, les bonnes gens se figurèrent qu'on les massacra. Peut-être n'y eut-il d'égorgés que les deux officiers républicains et que les hommes enterrés au pré Carado étaient ceux qui tombèrent au combat du Mont. »

— François Cadic